# Carema (Wein)
Carema ist ein italienischer Rotwein mit „kontrollierter Herkunftsbezeichnung“ (Denominazione di origine controllata – DOC), die zuletzt am 7. März 2014 aktualisiert wurde.  Der Wein wurde im 16. Jahrhundert als einer der besten Weine des Piemont beschrieben.

## Anbau
Die Weine stammen ausschließlich aus der Gemeinde Carema, Metropolitanstadt Turin, Piemont.
Der Bereich grenzt an das Aostatal, der Weinbau ist in dieser gebirgigen Gegend auf einer Höhe von 300 bis 650 m Höhe möglich, aber schwierig. Die Weinberge wurden in Form von Terrassen an den steilen Hängen (→ Steillagenweinbau) angelegt. Das Weinbaugebiet ist eines der kleinsten im Piemont.

## Produktionsvorschriften
Der Wein wird zu 85–100 % aus der Rebsorte Nebbiolo hergestellt. Höchstens 15 % andere rote Rebsorten, die für den Anbau in der Region Piemont zugelassen sind, dürfen zugesetzt werden.
Der „Carema“ muss mindestens 24 Monate reifen, der „Carema Riserva“ muss 36 Monate reifen (davon jeweils mindestens 12 Monate im Eichen- oder Kastanienfass), bevor sie in den Verkauf gelangen.

## Beschreibung
Laut Denomination (Auszug):
- Farbe: rubinrot bis granatrot
- Geruch: fein und charakteristisch, erinnert an mazerierte Rosenblätter
- Geschmack: weich, samtig, vollmundig
- Alkoholgehalt: mindestens 12 Volumenprozent
- Gesamtsäure: mind. 5 g/l
- Trockenextraktgehalt: mind. 20 g/l